# An-Nufur
An-Nufur (arab. النفور) – miejscowość w Syrii, w muhafazie Damaszek. W 2004 roku liczyła 1203 mieszkańców.